# Looperskapelle
Looperskapelle (51° 44′ N, 3° 52′ L) é uma cidade dos Países Baixos, na província de Zelândia. Looperskapelle pertence ao município de Schouwen-Duiveland, e está situada a 23 km a sudoeste de Hellevoetsluis.